# Semiothisa intaminata
Semiothisa intaminata är en fjärilsart som beskrevs av Paul Dognin 1919. Semiothisa intaminata ingår i släktet Semiothisa och familjen mätare. Inga underarter finns listade i Catalogue of Life.